# Emanuel Rego
Emanuel Fernando Scheffler Rego  (ur. 15 kwietnia 1973 w Kurytybie) – brazylijski siatkarz plażowy. Trzykrotny medalista olimpijski.
W parze z Ricardo zdobył dwa medale olimpijskie. W 2004 r. w Atenach zostali złotymi medalistami, a w 2008 r. w Pekinie brązowymi.
Zdobył także dwa złote medale igrzysk panamerykańskich, w Rio de Janeiro oraz w Guadalajarze.
Występował w parze z Alisonem Cerutti.

## Życie prywatne
Jego żoną jest Leila Barros, była brazylijska siatkarka halowa i plażowa. Para wzięła ślub w 2008 r. w Rio de Janeiro. Mają dwójkę dzieci Mateusa i Lukasa.

## Sukcesy
- Mistrzostwa Świata:
  -  1999, 2003, 2011